# Ruta 5 Panamericana Arica-La Serena

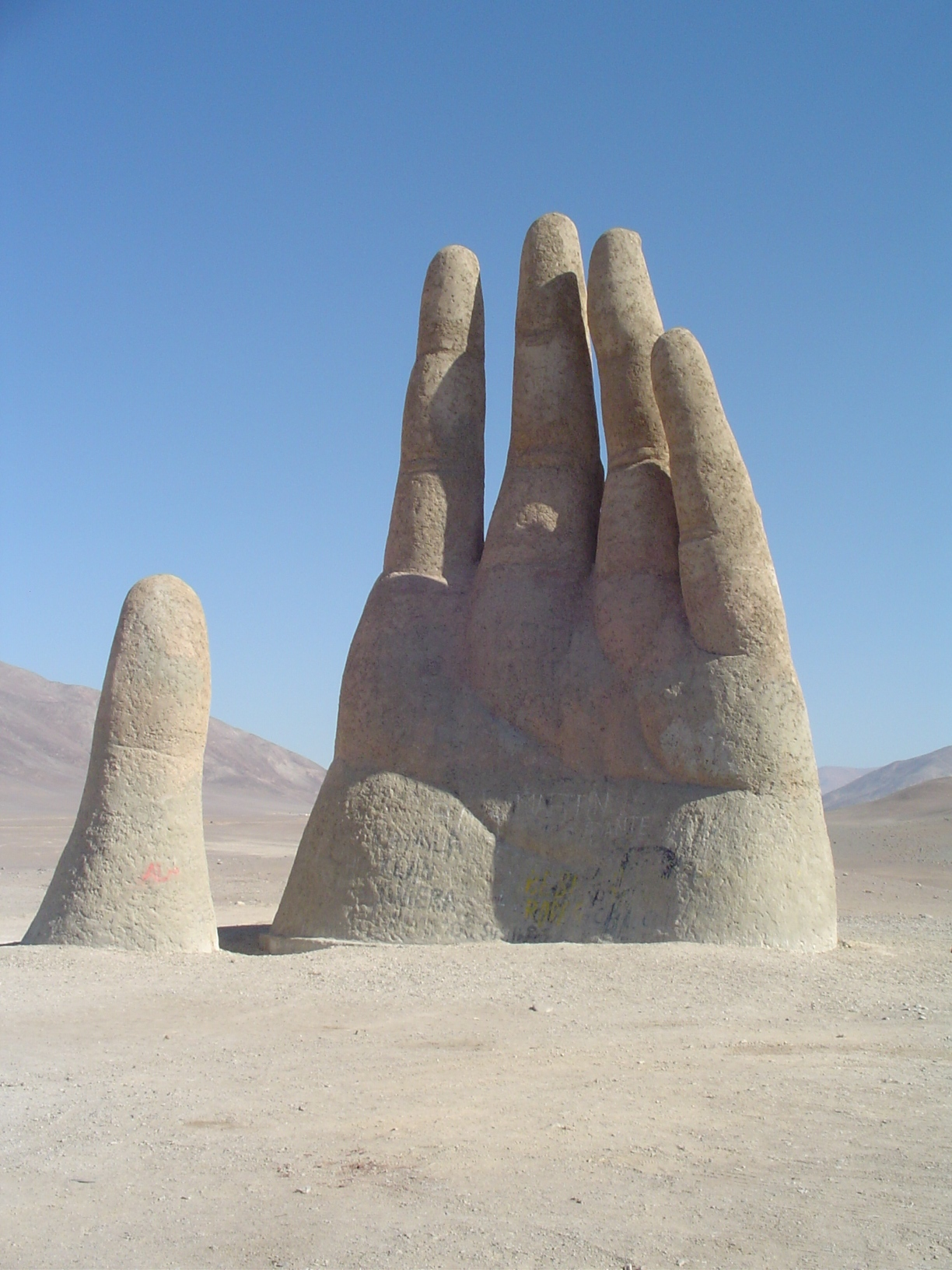
Monumento Mano del Desierto en la Región de Antofagasta

La ruta 5 Panamericana Arica-La Serena es una ruta nacional longitudinal correspondiente al tramo de la ruta 5 Panamericana que se encuentra en las zonas norte Grande y norte Chico de Chile, cuyo trazado discurre desde la Región de Arica y Parinacota hasta la Región de Coquimbo. En su recorrido de 1.616,8 km totalmente asfaltados une el paso fronterizo Concordia-Chacalluta y la ciudad de Arica con las ciudades de Iquique, Antofagasta, Calama, Chañaral, Copiapó, Vallenar, La Serena y Coquimbo. Es la carretera más importante del norte chileno y posee gran tráfico vehicular, sobre todo de camiones y buses.
Su inicio se encuentra en el límite con Perú y continúa al sur en dirección a Arica. Al norte de la ciudad existe la única rotonda de Chile que conecta dos rutas internacionales, la ruta 5 Panamericana y la ruta 11-CH que va hacia Putre y Bolivia. Entre el acceso al Aeropuerto Internacional Chacalluta y la ciudad de Arica la ruta es de doble calzada. Prosigue al sur con grandes y peligrosas cuestas, como las de Acha (km 2061-2053), Chaca Norte (km 2039-2027), Chaca Sur (km 2023-2009), Camarones (km 1990-1969), Chiza (km 1948-1931), Tana (km 1911-1907), Tiliviche (km 1899-1892) y Quillagua (km 1646-1643), esta última en el límite regional de Tarapacá con Antofagasta. Cruza por las capitales comunales Cuya, Huara (con ruta hacia Colchane y Bolivia), Pozo Almonte (con ruta hacia Pica) y Baquedano. La misma situación se repite en el tramo Antofagasta-Chañaral con la cuesta Portezuelo Blanco (kilómetro 999-993) y en el tramo Vallenar-La Serena con las cuestas Pajonales (km 589-582) y Buenos Aires (km 523-513) 
Como en toda ruta, y especialmente por su longitud y uso de vehículos pesados, existen trazos de baches que en cada año se van reparando. El trazado finaliza en el ingreso al sector urbano de La Serena, con doble calzada para la continuación de la ruta 5 Panamericana La Serena-Coquimbo, y desde este punto como autopista hasta la capital Santiago. En tanto desde el límite nacional en dirección a Tacna (Perú) la carretera continúa con la denominación de ruta 1.
Esta carretera integra junto a las rutas 23-CH, 27-CH y 25 el Corredor Bioceánico Eje del Capricornio. El rol asignado a esta ruta longitudinal fue ratificado por el decreto MOP N.º 2136 del año 2000.

## Ciudades y localidades
Las ciudades, pueblos y aldeas por las que pasa esta ruta de norte a sur son:

### Región de Arica y Parinacota
Recorrido: 123 km (pK 2091 a 1968). En el tramo urbano de Arica la ruta toma varias denominaciones de avenidas: Libertador José de San Martín, Libertador Gral. Bernardo O'Higgins, Capitán Ávalos, Las Gredas y Alcalde Manuel Castillo.
- Provincia de Arica: control de Carabineros Chacalluta (km 2086), acceso a Villa Frontera (km 2081), plaza de pesaje Chacalluta (km 2080), Arica (km 2079-2068), acceso a San Miguel de Azapa (km 2071 y 2067), aduana de Cuya (km 1968).

### Región de Tarapacá
Recorrido: 326 km (km 1.968 a 1.642).
- Provincia del Tamarugal: Huara (km 1840-1839), Pozo Almonte (km 1806-1810), aduana de Quillagua (km 1642).

### Región de Antofagasta
Recorrido: 603 km (km 1.642 a 1.041).
- Provincia de Tocopilla: acceso a María Elena (km 1554).
- Provincia de Antofagasta: tramo Carmen Alto-La Negra (detalle en Autopistas de Antofagasta). Acceso a Taltal (km 1095).

### Región de Atacama
Recorrido: 482 km (km 1.041 a 559). En el tramo urbano de Copiapó la ruta toma las denominaciones avenida Copayapu, calles Ramón Freire, Maipú, Buena Esperanza, Chacabuco y avenida La Paz. Actualmente existe un by pass que evita el paso por la ciudad de Copiapó.
- Provincia de Chañaral: Chañaral (km 975-970), acceso a Balneario Flamenco (km 940), Caleta Rodillo (km 891).
- Provincia de Copiapó y Provincia de Huasco: tramo Caldera-Vallenar (detalle en Autopista Valles del Desierto), Copiapó (km 810-802), tramo Vallenar-La Serena (detalle en Autopista Ruta del Algarrobo).

### Región de Coquimbo
Recorrido: 85 km (km 559 a 474).
- Provincia de Elqui: continuación como Autopista Ruta del Algarrobo hasta La Serena. Luego continúa bajo el nombre ruta 5 Panamericana La Serena-Coquimbo.

## Gestión
Gran parte del trazado no está concesionada a privados. Actualmente el trayecto entre Caldera y Vallenar se constituye por una autopista moderna, administrada por la concesionaria Autopista Valles del Desierto, mientras el tramo entre Carmen Alto y Antofagasta presenta trabajos por la construcción de doble vía a cargo de la sociedad concesionaria Autopistas de Antofagasta. También en proceso de construcción se encuentra la autopista Vallenar-La Serena a cargo de Autopista Ruta del Algarrobo, perteneciente al grupo Sacyr.